# Inhuldigingsmedaille 2013
De Inhuldigingsmedaille 2013 is een Nederlandse koninklijke onderscheiding die wordt toegekend ter gelegenheid van de inhuldiging van Willem-Alexander als koning der Nederlanden op 30 april 2013.

## Geschiedenis
Bij Koninklijk Besluit van 24 april 2013 werd deze medaille ingesteld. Bij voorgaande inhuldigingen werd een soortgelijke herinneringsmedaille toegekend, zoals de Inhuldigingsmedaille 1980, de Inhuldigingsmedaille 1948 en de Inhuldigingsmedaille 1898. De medaille wordt toegekend "aan personen die een bijzondere bijdrage hebben geleverd aan de inhuldiging, welke bijdrage hun dagelijkse werkzaamheden betekenisvol te boven gaat. Voorts wordt deze herinneringsmedaille toegekend aan een beperkt aantal personen die aanwezig zijn bij de inhuldigingsplechtigheid". Er behoort een oorkonde bij.
De toekenning geschiedt, zo bepaalt het Koninklijk Besluit, "op voordracht van de Minister van Binnenlandse Zaken en Koninkrijksrelaties, of in voorkomend geval op voordracht van de Minister van Buitenlandse Zaken, mede namens de Minister van Binnenlandse Zaken en Koninkrijksrelaties".

## Vorm
De medaille is van zilver, rond en heeft een middellijn van 30 mm. Op de voorzijde staat het portret van de koning naar links en op de keerzijde een gekroond monogram met de letters W en A, de tekst '30 april 2013' en rondom 'Willem-Alexander Koning der Nederlanden'. Het ontwerp is van Hans van Houwelingen.

## Draagwijze
De medaille wordt op de linkerborst gedragen aan een 27 millimeter breed oranje moiré lint, met in het midden vier verticale nassaublauwe banen, elk van 2 millimeter breed en 2 millimeter uiteen. Daarmee wordt de traditie van de eerdere inhuldigingsmedaille gevolgd die drie van deze strepen had. De medaille kan ook in verkleinde vorm aan het lint worden gedragen, of alleen het lint. Vrouwen mogen de onderscheiding ook aan een strik van het lint op de linkerschouder dragen.
Museummedaille ·
Erepenning ·
Medaille van de Maatschappij tot Redding van Drenkelingen ·
Doggersbank-medaille ·
Broeder van de Orde van de Nederlandse Leeuw ·
Antwerpsche Medaille 1832 ·
Onderscheidingsteken voor Langdurige, Eerlijke en Trouwe Dienst ·
Eremedaille voor Kunst en Wetenschap ·
Eremedaille voor Voortvarendheid en Vernuft ·
De Ruyter-medaille ·
Regeringsmedaille ·
Medaille van het Carnegie Heldenfonds ·
Medaille van Verdienste van het Nederlandse Rode Kruis ·
Medaille voor trouwe dienst van het Nederlandse Rode Kruis ·
Erkentelijkheidsmedaille 1940-1945 ·
Inhuldigingsmedaille 1948 ·
Herinneringsmedaille Luchtbescherming 1940-1945 ·
Medaille van de Noord- en Zuid-Hollandsche Redding Maatschappij ·
Zilveren Anjer · 
Cultuurfonds Onderscheiding · 
Vrijwilligersmedaille Openbare Orde en Veiligheid ·
Vaardigheidsmedaille van de Nederlandse Sport Federatie ·
Inhuldigingsmedaille 1980 ·
Herinneringsmedaille VN-Vredesoperaties ·
Herinneringsmedaille Multinationale Vredesoperaties ·
Herinneringsmedaille Internationale Missies ·
Huwelijksmedaille 2002 ·
Herinneringsmedaille Buitenlandse Bezoeken ·
Marinemedaille ·
Landmachtmedaille ·
Marechausseemedaille ·
Luchtmachtmedaille
Zie ook: Ridderorden en onderscheidingen in Nederland